# Max van der Stoel-Mensenrechtenprijs
De Max van der Stoel-Mensenrechtenprijs (Max van der Stoel Human Rights Award) is een prijs die jaarlijks wordt uitgereikt aan studenten die een proefschrift of scriptie hebben geschreven op het gebied van de rechten van de mens.
De prijs werd in 1995 ingesteld en werd in 2002 genoemd naar de Nederlandse oud-minister Max van der Stoel. Kandidaten voor de prijzen worden genomineerd door de juridische faculteiten van Nederlandse en Vlaamse universiteiten. Voorafgaand aan de uitreiking op de Tilburg University wordt de Max van der Stoel lecture gehouden door iemand die zich verdienstelijk heeft gemaakt op het gebied van de mensenrechten.